# Bahnhof Othfresen
Der Bahnhof Othfresen war ein Bahnhof an der Bahnstrecke Hildesheim–Goslar in Othfresen (Liebenburg) im heutigen Landkreis Goslar in Niedersachsen.
Die Station wird im Passagierverkehr vom Regionalverband Großraum Braunschweig perspektivisch zur Reaktivierung erwogen. Die technische Umsetzbarkeit ist (Stand: 2022) noch nicht gegeben und festgestellt.

## Geschichte
Der Bahnhof Othfresen wurde etwa einen Kilometer nordöstlich des Kernorts an der Bahnstrecke Hildesheim–Goslar angelegt. In diesem Zusammenhang entstand die bis heute so benannte Bahnhofssiedlung mit dem Bahnhof als Siedlungskern.
Im Jahr 1937 wurde dem Bahnhof ein Übergabebahnhof angegliedert, der für den Anschluss der Grube Ida-Bismarck an das Normalspurnetz zuständig war.
Die Bedienung des Bahnhofs durch Reisezüge wurde im Jahr 1986 eingestellt und alle für den Reisendenbetrieb notwendigen Anlagen abgerissen.
Der Bahnhof Othfresen war anschließend reiner Betriebsbahnhof. Bis auf das mechanische Stellwerk Os und beide Durchgangsgleise wurden alle Bahnanlagen zum 19. Dezember 1996 stillgelegt, so auch das Fahrdienstleiter-Stellwerk Onf. Der Bahnhof wurde in eine Blockstelle umgewandelt.
Mit Inbetriebnahme des Digitalen Stellwerks Othfresen am 21. Oktober 2023, das als Teil des Harz-Weser-Netzes aus dem DSTW in Göttingen ferngesteuert wird, wurde auch das Stellwerk Os stillgelegt.

### Heutiger Zustand

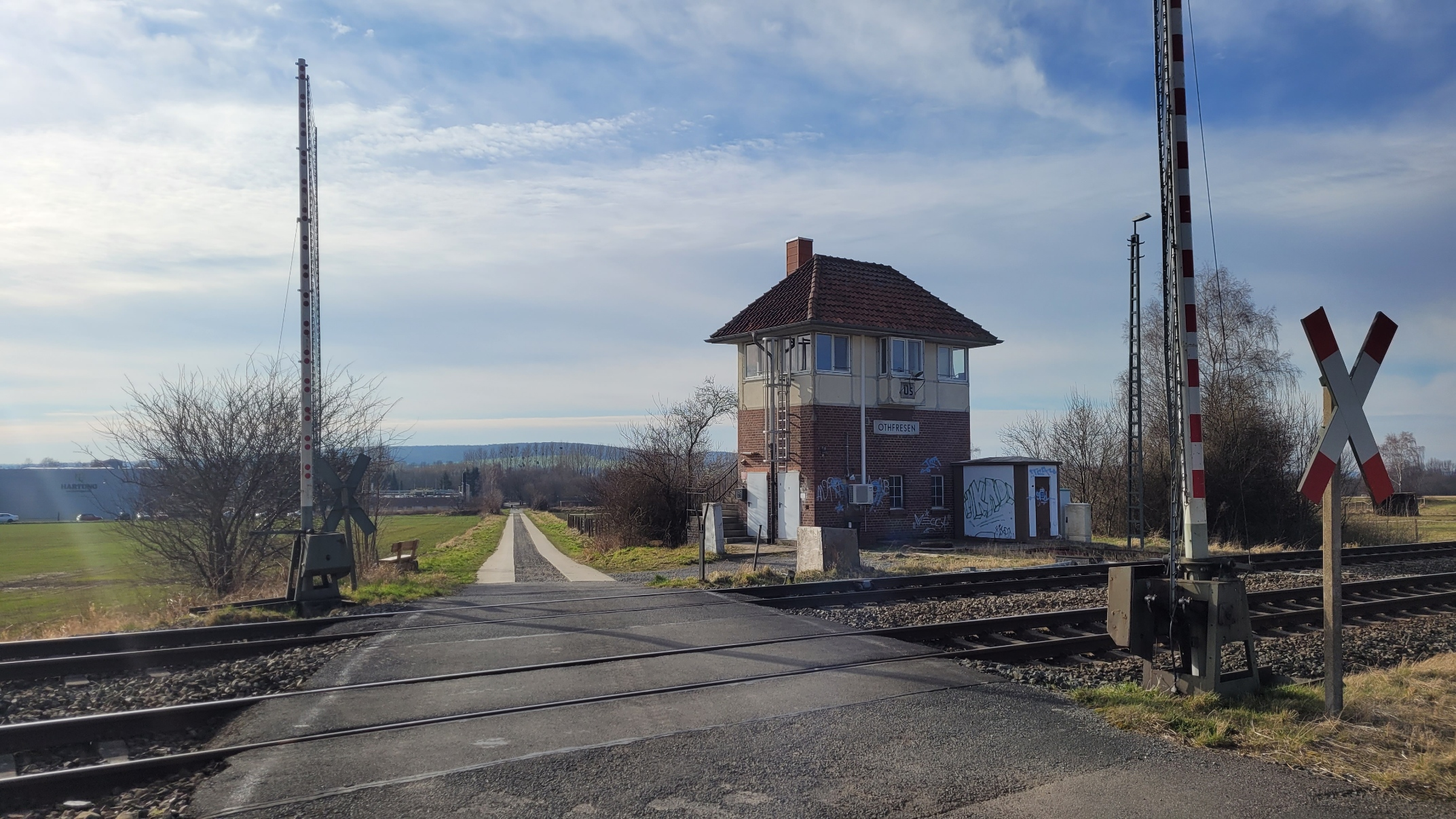
Das Stellwerk Os im März 2022, früher zum Bahnhof Othfresen gehörig, seit Oktober 2023 außer Betrieb

Nach dem Jahr 1996 wurden bis auf die Durchgangsgleise alle für den einstigen Bahnbetrieb nötigen Anlagen abgerissen. Das Empfangsgebäude des Bahnhofs ist bis heute erhalten und wird privat genutzt.
Die Blockstelle Othfresen wird heute durch ein Digitales Stellwerk gesteuert, die mechanischen Stellwerke sind stillgelegt.

## Reaktivierung
In den 2000er-Jahren wurde ein Neubau von Passagieranlagen in Othfresen erwogen. Im Juni 2009 lehnte der Ortsrat Othfresen diesen Neubau jedoch ab, da der Eigenanteil in Höhe von rund 500.000 Euro für die Bahnhofsperipherie als zu hoch bewertet wurde.
Im Jahr 2015 untersuchte die DB Station&Service im Vorfeld des Programms „Stationsoffensive“ die Wirtschaftlichkeit stillgelegter Personenhaltepunkt. Für Othfresen wurde die Wirtschaftlichkeit festgestellt. Zum Zeitpunkt der Untersuchung wurde der Haltepunkt aber nicht in ein Reaktivierungsprogramm aufgenommen, da die Einbindbarkeit in den Fahrplan nicht gegeben war.
Im August 2022 wurde die Erwägung zur Reaktivierung unter Rücksicht der technischen Machbarkeit vom RGB in einer Beschlussvorlage zum SPNV-Konzept 2030+ festgehalten. Die Station wurde in das SPNV-Konzept 2040+ des Landes Niedersachsen aufgenommen und soll durch die RB 48 Braunschweig – Goslar bedient werden.

## Nächste Stationen
- Richtung Hildesheim/Braunschweig: Bahnhof Salzgitter-Ringelheim
- Richtung Bad Harzburg: ehemals Haltepunkt Dörnten, heute Bahnhof Goslar